# Zeestow
Zeestow ist ein Ortsteil der Gemeinde Brieselang im Landkreis Havelland in Brandenburg. Der Ort gehört zur Agglomeration Berlin und war bis zum 26. Oktober 2003 eine eigenständige Gemeinde im Amt Brieselang.

## Lage
Zeestow liegt im Osthavelland am Abzweig des Nauen-Paretzer-Kanals beziehungsweise des Großen Havelländischen Hauptkanals vom Havelkanal. Die Stadt Nauen ist knapp sieben Kilometer und das Stadtzentrum von Berlin knapp 30 Kilometer entfernt. Die Gemarkung Zeestows grenzt im Norden an Bredow, im Nordosten an Brieselang sowie im Süden und Westen an Wustermark mit dem Dorf Dyrotz. Zu Zeestow gehört neben dem Hauptdorf noch ein Neubaugebiet, das im Nordosten unmittelbar in die Bebauung von Brieselang übergeht. Ab der Kreuzung Pappelallee/Wielandstraße verläuft die Gemarkungsgrenze in der Mitte der Pappelallee, die Häuser auf der linken Straßenseite gehören zu Zeestow und die auf der rechten Straßenseite zu Brieselang.
Zeestow liegt an der Landesstraße 202, die Gemarkung wird zudem von der Bundesstraße 5 und der Bundesautobahn 10 (Berliner Ring) geschnitten. Die Anschlussstelle Brieselang an der A 10 liegt auf der Gemarkung von Zeestow.

## Geschichte
Funde von Bodenschätzen in der Zeestower Feldmark deuten auf eine Besiedelung ab 600 v. Chr. hin. Im Jahr 1346 wird das Dorf Zcestow erstmals urkundlich erwähnt. Der Ortsname deutet auf eine historisch von Slawen gegründete Siedlung hin. Laut Reinhard E. Fischer leitet sich der Name von dem Personennamen „Tschest“ her und bezieht sich auf einen ehemaligen Dorfvorsteher oder den Ortsgründer. Andere Quellen leiten den Ortsnamen von dem Wort „cesta“ für „Straße“ ab und stellen einen Bezug zu einer alten Handelsstraße her, an der Zeestow gelegen haben soll.
Nach den Aufzeichnungen des Schlossregisters von 1450 befand sich das Dorf Zeestow damals im Besitz des Adelsgeschlechtes von Broesigke. 1840 verzeichnete Zeestow zwei Rittergüter, 23 Wohnhäuser und insgesamt 268 Einwohner. Im Sommer 1847 wurde Zeestow bei einem Dorfbrand zerstört, auch die Dorfkirche und das Schulgebäude brannten nieder. Die heutige Dorfkirche wurde während des Wiederaufbaus von Zeestow im Jahr 1850 errichtet.
Nach dem Zweiten Weltkrieg wurden die Gutsherren in Zeestow im Zuge der Bodenreform in der Sowjetischen Besatzungszone enteignet, das Land neu parzelliert und auf 94 Neubauern aufgeteilt. Bis zum 25. Juli 1952 gehörte Zeestow zum Landkreis Osthavelland, bis 1946 in der preußischen Provinz Brandenburg und danach im Land Brandenburg der Sowjetischen Besatzungszone und der späteren DDR. Seit 1952 gehörte Zeestow zum Kreis Nauen im Bezirk Potsdam. Am 1. April 1960 wurde Zeestow nach Brieselang eingemeindet, nur drei Jahre später, am 1. September 1963, erhielt der Ort seine kommunale Eigenständigkeit zurück. Nach der Wiedervereinigung gehörte Zeestow zunächst zum Landkreis Nauen, seit dem 6. Dezember 1993 liegt der Ort im Landkreis Havelland.
Am 26. Oktober 2003 wurde Zeestow zusammen mit der Nachbargemeinde Bredow nach Brieselang eingemeindet. Die Dorfkirche wurde 2014 zu einer Autobahnkirche umgebaut und am 22. Juni 2014 neu geweiht, damit ist sie die erste Autobahnkirche am Berliner Ring.

## Wirtschaft und Infrastruktur

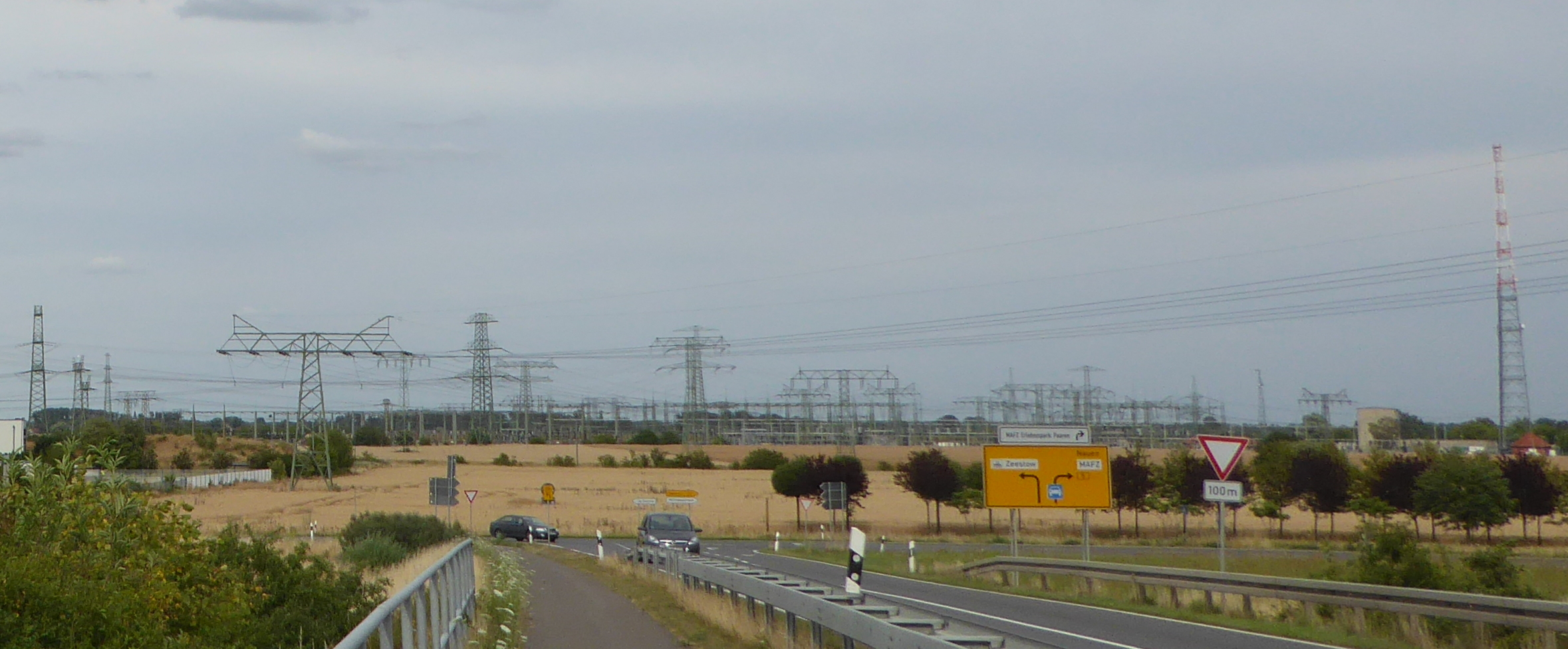
Blick auf das Umspannwerk Wustermark, das auf der Gemarkung von Zeestow liegt

Auf der Gemarkung von Zeestow liegen nahe der Bundesstraße 5 das Umspannwerk Wustermark und ein kleines Gewerbegebiet. In Zeestow gibt es eine Grundschule.

## Bevölkerungsentwicklung
| Jahr | Einwohner |
| ---- | --------- |
| 1875 | 361       |
| 1890 | 326       |
| 1925 | 398       |

| Jahr | Einwohner |
| ---- | --------- |
| 1933 | 261       |
| 1939 | 242       |
| 1946 | 408       |

| Jahr | Einwohner |
| ---- | --------- |
| 1950 | 378       |
| 1964 | 269       |
| 1971 | 251       |

| Jahr | Einwohner |
| ---- | --------- |
| 1981 | 212       |
| 1989 | 198       |
| 1992 | 201       |

| Jahr | Einwohner |
| ---- | --------- |
| 1997 | 286       |
| 2002 | 552       |

Gebietsstand des jeweiligen Jahres